# Nuclear Union
Nuclear Unioin (укр. Ядерний Союз), також відома як Новый Союз (укр. Новий Союз) — скасована постапокаліптична рольова відеогра, що розроблялася українською компанією Best Way та мала бути профінансована та видана російським видавцем 1С. Вихід відеогри планувався у 2014 році для Microsoft Windows. Однак наприкінці 2013 року через Революцію гідності в Україні, російська 1C припинила свою участь у розробці, що призвело до скасування гри.
Історія починається під час Карибської кризи 1962 року, а більша частина оповіді та ігрового процесу відбувається в альтернативному, сучасному Радянському Союзі після ядерної війни.
Художній стиль Nuclear Union був похмурим ретрофутуристичним, з постапокаліптичними пейзажами та старими прототипами поряд із сучасною зброєю, що нагадує відомі українські ігри, такі як S.T.A.L.K.E.R. і Metro 2033.
Best Way опублікував три трейлери до Nuclear Union: анонс, концепт-арт-трейлер та трейлер, що зображує ігровий процес.

## Сюжет
Nuclear Union задумувалася як масштабна рольова відеогра, дія якої відбувається в постапокаліптичній альтернативній реальності, в якій світ пережив ядерну війну, що спалахнула після Карибської кризи. Через п'ятдесят років після війни уламки Радянського Союзу, які поспіхом сховали під землю, поступово перетворилися на справжню державу з власною столицею — містом Побєдоград.
Головний герой гри — колишній пілот радянської військової авіації, якого відправляють з підземного міста Побєдоград у надрах Москви на радіоактивну зовнішню поверхню для виконання різних місій від імені підземного уряду Побєдограда, включаючи відновлення передових радянських технологій доядерної війни та розслідування низки дивних і загадкових явищ, які відбуваються на зовнішній поверхні.
Головний герой зображений з автоматом Коробова ТКБ-408, радянським прототипом 1946 року. Згідно з ігровою легендою, «Коробов» був відроджений, коли контрреволюційні банди знайшли документацію, і зброя почала з'являтися в Рязанській і Тамбовській областях; недоліки зброї були виправлені, і вона отримала назву «Об'єкт 93», посилаючись на рік, коли були знайдені її схеми.